# The Vines (formație)
The Vines este o trupă de rock australiană formată în anul 1994 în Sydney. Stilul lor muzical a fost descris drept o combinație de garage rock din anii 60 și rock alternativ. Trupa a suferit multiple schimbări de personal, singurul care nu a plecat din trupă rămânând vocalistul și chitaristul Craig Nicholls.
Succesul trupei în industria muzicală a Australiei a fost răsplătit cu premiul ARIA Award în anul 2002 pentru cel mai bun single, Get Free, primind totodată cinci nominalizări al albumului de debut Highly Evolved. În 2003, album s-a vândut în multe exemplare, și de atunci trupa a scos pe piață patru albume și un album Greatest Hits la Capitol Records. În prezent, The Vines au lansat șapte albume de studio.

## Istorie

### Formarea și primii ani (1994-2000)
Trupa s-a numit inițial Rishikesh, fiind alcătuită din vocalistul și primul chitarist Craig Nicholls și basistul Patrick Matthews. Amândoi lucrau la cel mai apropiat McDonalds din cartierul South Hurstville, New South Wales. Un vechi prieten de școală David Olliffe s-a alăturat trupei, care începuse să facă cover-uri ale unor melodii de Nirvana și You Am I. Uneori trupa era invitată la micile petreceri din cartier pentru a performa, începând să vină cu propriile cântece în fața publicului.
Numele de Rishikesh sugerat de Olliffe vine de la numele unui oraș indian pe care membrii trupei Beatles l-au vizitat în 1968. Ziarele locale din Sydney printrau greșit numele ("Rishi Chasms"), așa că trupa a decis să se numească The Vines, o amintire a tatălui lui Nicholls, a cărui trupă mai puțin populară se numise Vynes.